# Revolução de Veludo
A Revolução de Veludo (17 de novembro a 29 de dezembro de 1989) refere-se à revolução não agressiva na antiga Checoslováquia que testemunhou a deposição do governo comunista daquele país. Esta é vista como uma das mais importantes revoluções de 1989.

## Visão geral
Em 17 de novembro de 1989, a polícia reprimiu uma manifestação estudantil em Praga. Este evento desencadeou uma série de manifestações populares de 19 de novembro até o fim de dezembro. Até 20 de novembro, o número de manifestantes pacíficos em Praga passou de 200 mil a meio milhão de pessoas. Um movimento geral envolvendo todos os cidadãos da Checoslováquia foi feito em 27 de novembro.
Com o colapso dos outros governos comunistas e o aumento dos protestos de rua, o Partido Comunista da Checoslováquia anunciou no dia 28 de novembro que iria acabar com o poder e desmantelar o Estado de partido único. Uma espécie de cerca, com arames farpados e outras obstruções, foi removida da fronteira com a Alemanha Ocidental e com a Áustria no começo de dezembro.
No dia 10 de dezembro, o presidente Gustáv Husák apresentou o primeiro grande governo não comunista na Checoslováquia desde 1948, e renunciou. Alexander Dubček foi eleito presidente do parlamento federal em 28 de dezembro e Václav Havel, escritor conhecido que estava à frente da revolução, tornou-se presidente da Checoslováquia em 29 de dezembro de 1989.

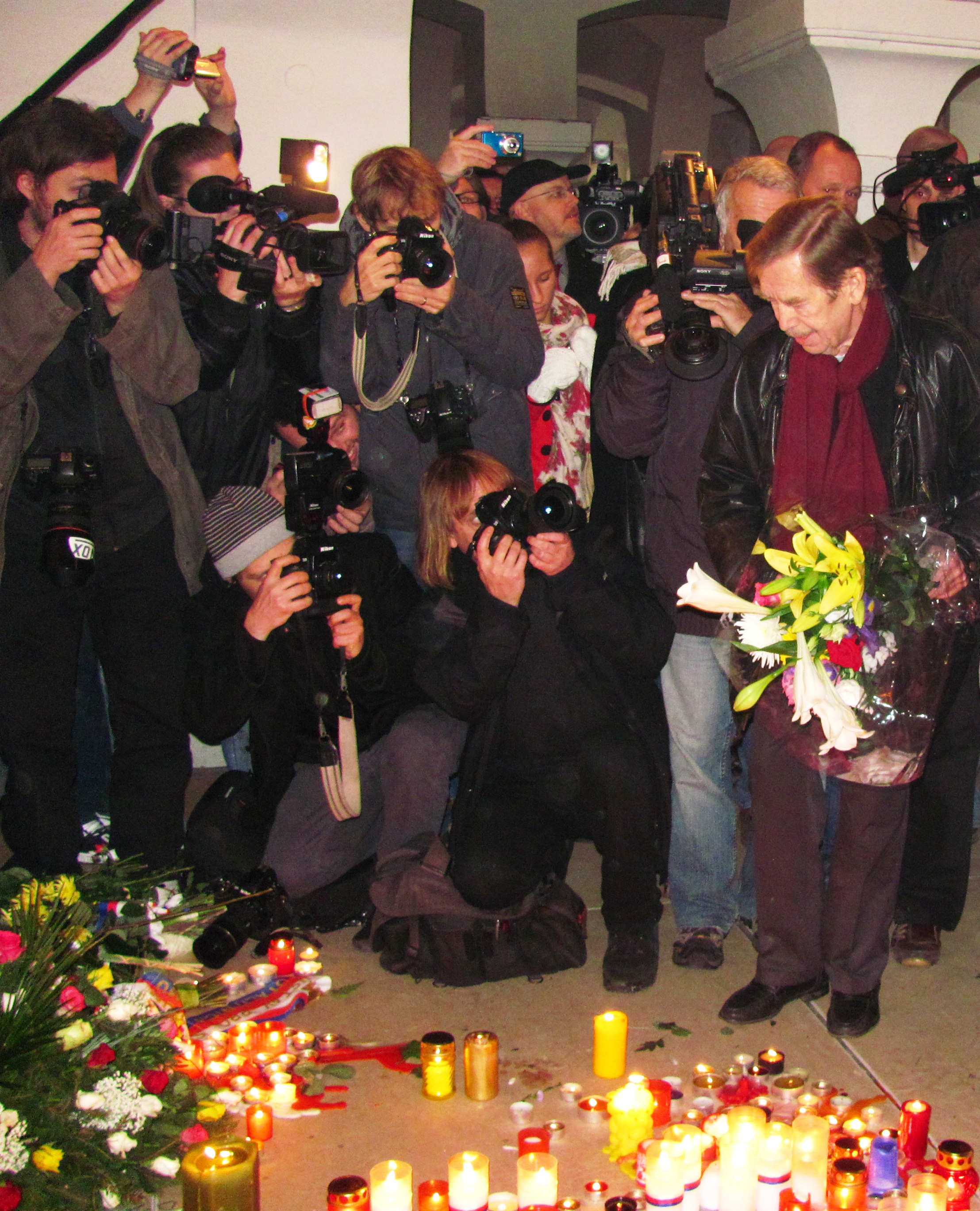
Václav Havel, (na direita, segurando as flores) um dos artífices da Revolução (foto de 2010).

Em 5 julho de 1990, a Checoslováquia teve sua primeira eleição democrática desde 1946, elegendo Vaclav Havel como Presidente.
O termo Revolução de Veludo foi inventado por jornalistas para descrever os acontecimentos e aceito pela mídia mundial, sendo usado em seguida pela própria Checoslováquia. Depois da dissolução da nação em 1993, devido a questões étnicas, culturais e econômicas, a Eslováquia usou o termo "Revolução Gentil", que é o termo que os eslovacos usavam para a revolução desde seu começo.